# Theodor Norlin

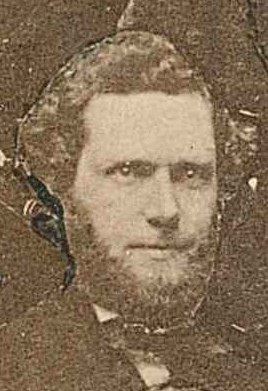
Theodor Norlin. Detalj ur fotocollage från 1868.

Theodor Arnold Valentin Norlin, född den 10 oktober 1833 i Sala, död den 12 juli 1870 i Venedig, var en svensk teolog. Han var måg till Peter Wieselgren.
Norlin blev student vid Uppsala universitet 1849, filosofie magister 1860, docent i svensk historia 1861, teologie kandidat 1862 och docent i kyrkohistoria samma år. Han prästvigdes 1864 och blev teologie adjunkt i Lund samt kyrkoherde i Kärrstorp och Glostorp samma år. Han förestod professuren i dogmatik och moralteologi 1866-67. Norlin var medredaktör i Teologisk tidskrift 1868-70 (tillsammans med Martin Johansson och N.J. Linnarsson). Han utgav bland annat Johannes Rudbeckius, biskop i Vesterås (1860), Bidrag till Upsala universitets historia åren 1593-1637 (i Nordisk universitets tidskrift, 1861), Svenska kyrkans historia efter reformationen (1863-71), Kort öfversigt af svenska kyrkans historia (1866) och Berättelser ur kristna kyrkans historia (1868).